# Író (tejtermék)
Az író a tejföl köpülésekor, a vaj kiválása után visszamaradó savanyú folyadék, mely összetételét tekintve leginkább a lefölözött tejhez hasonlít. Angol (buttermilk), német (Buttermilch), illetve francia (babeurre) neve, mint sok más nyelvben is, a vajkészítéshez kapcsolódó előállítására utal.
| Energia 40 kcal 169 kJ |         |
| Szénhidrátok | 4.79 g  |
| - Cukrok 5.36 g |         |
| Zsír | 1.07 g  |
| - telített 0.66 g |         |
| - egyszeresen telítetlen 0.254 g                                                                                                |         |
| - többszörösen telítetlen 0.033 g                                                                                               |         |
| Fehérje | 3.31 g  |
| Víz | 90.13 g |
| A-vitamin ekviv. 14 μg | 2%      |
| Tiamin (B1-vitamin) 0.034 mg | 3%      |
| Riboflavin (B2-vitamin) 0.154 mg                                                                                                | 13%     |
| Niacin (B3-vitamin) 0.058 mg | 0%      |
| B6-vitamin 0.034 mg | 3%      |
| Folsav (B9-vitamin) 5 μg | 1%      |
| B12-vitamin 0.22 μg | 9%      |
| C-vitamin 1 mg | 1%      |
| D-vitamin 1 NE | 0%      |
| E-vitamin 0.05 mg | 0%      |
| K-vitamin 0.1 μg | 0%      |
| Kalcium 116 mg | 12%     |
| Vas 0.05 mg | 0%      |
| Magnézium 11 mg | 3%      |
| Foszfor 89 mg | 13%     |
| Kálium 151 mg | 3%      |
| Nátrium 148 mg | 10%     |
| Cink 0.42 mg | 4%      |
| A százalékos értékek az amerikai felnőttek számára javasolt napi mennyiségre (RDA) vonatkoznak. Forrás: USDA tápanyag adatbázis |         |

Az író emberi táplálékul is szolgálhat, bár jelenleg Magyarországon inkább csak biogazdaságok termékei között, kis mennyiségben kerül kereskedelmi forgalomba, mivel fogyasztása nem elterjedt. Az észak-európai országokban, valamint India egyes vidékein és néhány vele szomszédos országban fogyasztása népszerűbb. Az Egyesült Államokban több édesség alapanyaga, valamint édeskés ételek elkészítésében is felhasználandó, például a krumplipürében. A tejiparban a sajtkészítés során használható fel. Magyarországon régebben a házi vajkészítés során visszamaradt író a családi gazdaságokban sokfelé a disznók hizlalására szolgáló mosléknak volt hagyományos eleme.
Az író zsírtartalma 0,3–2,0% között változik. Kövér tejföl használatakor zsírosabb marad, mint kevésbé zsíros tejföl után; ugyanígy édes tejföl használata esetén is zsírosabb marad, mint savanyú tejföl után, mert az édes tejföl kevésbé eredményesen köpülhető. Laktóztartalma a tejhez képest kisebb, ugyanakkor értékes vitaminokat és ásványi anyagokat tartalmaz. Az édes írót kinyerése után hamar el kell használni, mert néhány óra alatt kesernyés, émelygős ízű lesz.
Az író nem tévesztendő össze a savóval, amely rögtön a tej megalvadása során, a kazein kicsapódása után keletkező áttetsző folyadék. (E megkülönböztetés terén kivételt jelentenek Erdély egyes részei, ahol az írót is savónak nevezték ill. nevezik.)